# Bois de Chartreuse
Le bois de Chartreuse est l'appellation d'origine d'un bois massif de structure destiné à la construction, produit à partir de sapins et d'épicéas issus des forêts de montagne de Chartreuse.  Le Bois de Chartreuse est la première appellation d'origine contrôlée (AOC) sur le bois en France.

## Historique
Ce sont les élus et professionnels du Parc naturel régional de Chartreuse qui ont initié, en 2001,  la reconnaissance d'appellation d'origine du bois de Chartreuse. Les professionnels de la filière se sont regroupés au sein du Comité Interprofessionnel Bois de Chartreuse (CIBC), créé en 2006 sont les porteurs la demande en  reconnaissance en AOC. L'arrêté interministériel reconnaissant ce est publié le 23 octobre 2018.

## Description du bois
Le bois de Chartreuse est un bois massif de structure destiné à la construction sous la forme de sciages et de bois ronds écorcés manuellement en sapin et épicéa. Le cahier des charges précise que la solidité du bois  s'explique parce qu'il  respecte plusieurs  caractéristiques : un grain est fin avec l'espacement moyen maximal des cernes de 6 millimètres, un bois présentant peu de nœuds et d'une dimension maximale de 3 cm de diamètre, le bois a une courbure limitée et l'orientation du fil est droite. Le bois peut-être commercialisé en sciage d'une section d'au moins 24 cm2 et de 4 m de long au minimum ou en bois rond d'un diamètre médian de 20 cm au minimum et d'une longueur minimum de 2 mètres.

## Aire géographique
L'aire géographique s'étend sur 134 communes situées dans les départements de l'Isère et de Savoie. 
Elle regroupe 407 acteurs (sylviculteurs, scieurs, communes et l'Office national des forêts).

## Conditions de production
Les conditions de production sont fixées par le cahier des charges. Les grumes proviennent de parcelles forestières dont au moins une partie est située à une altitude supérieure ou égale à 600 mètres. Elles sont issues de forêts gérées en futaie irrégulière qui  se fait par régénération naturelle, et par plantation dans  des cas limités (par exemple aléas climatiques). Ne peuvent être exploités que des sapins ou épicéas. Les bois ronds sont écorcés manuellement. Le Sylvatest a permis de garantir la qualité des bois pour la construction.